# 彭嘉衡
彭嘉衡（1921年7月7日—2010年8月22日），原名彭淮清，生于印尼西加里曼丹省坤甸，祖籍广东兴宁。中美空军联队（其前身为“飞虎队”）飞行员。因参加对日空战64次，1945年8月14日被授予优异飞行十字勋章，为中華民國首位获此勋章者（华裔获得者还有陈瑞钿）。

## 生平
- 1921年 出生于荷屬東印度西加里曼丹省坤甸昔加罗镇。
- 1936年 回祖籍兴宁一中读书。
- 1938年 加入第四集团军交通兵团
- 1940年 因报名中央陆军军官学校需高中学历，借老乡彭嘉衡的高中文凭，并被录取。从此用彭嘉衡一名。
- 1941年12月 被录取为中央航校15期学员，后留美学习飞行。
- 1944年7月 归国被分配到中美空军联队第5大队第17中队。
- 1945年1月 参加盟军对武汉的轰炸。
- 1945年5月 参加芷江会战。
- 1945年8月14日 因参加对日空战64次，获美国政府颁发的优异飞行十字勋章等两枚勋章
- 1947年8月 返回印尼。
- 1950年9月 闻讯香港两航起义，重返大陆进入军委民航局任飞行副驾驶。不久又担任机长并负责培训飞行员。此后主要从事专业航空。
- 60年代开始，彭嘉衡因“家庭背景问题”被迫停飞，并开始受到迫害，直到1980年平反昭雪。
- 1986年 在民航北京管理局退休。
- 2009年10月，被查出患有白血病，随后进行骨髓移植手术。
- 2010年7月，白血病复发却无钱救治。此后大陆媒体曾发起为其治病的募捐活动。
- 2010年8月22日逝世[2]。

## 小插曲
彭嘉衡所获得的“优异飞行十字勋章”在后来的辗转中遗失，直到1990年代才重新提供资料给美国空军总部。三个月后，美国空军总部补发彭嘉衡“优异飞行十字勋章”和一枚航空奖章。后来他又把这两枚补发的奖章捐给了中国国家博物馆。

## 家庭
- 妻子：傅汝梅
- 长子：彭灼东
- 次子：彭灼西
- 三子：彭灼南